# Oscars du cinéma
Pour les articles homonymes, voir Oscar.
Les Oscars (en anglais : The Oscars, officiellement les Academy Awards) sont des récompenses cinématographiques américaines décernées chaque année depuis 1929 à Los Angeles et destinées à saluer l'excellence des productions  internationales du cinéma. L'attribution de ces distinctions dans les domaines choisis pour représenter les métiers de la création cinématographique (réalisation, interprétation, scénario, technique) est organisée, gérée et dirigée par l'association professionnelle Academy of Motion Picture Arts and Sciences (en français, « Académie des arts et sciences du cinéma »).
Les récompenses sont décernées aux films et aux personnes qui interviennent et contribuent, aux yeux de l'Académie, aux meilleures réalisations, ouvrages et travaux artistiques de l'année écoulée. Si cette compétition est ouverte aux films du monde entier dès lors qu'ils sont distribués dans le comté de Los Angeles l'année précédant la cérémonie, elle se veut avant tout une célébration de l'industrie hollywoodienne. En conséquence, elle met presque systématiquement à l'honneur des films américains. De plus, il n'existe un Oscar du meilleur film en langue étrangère que depuis la fin de la Seconde Guerre mondiale. Avant 2020, on recense deux longs métrages, récompensés par l'Oscar du meilleur film, dont le financement n'est pas essentiellement américain : le film du réalisateur italien Bernardo Bertolucci Le Dernier Empereur en 1988, ; et le long métrage français réalisé par Michel Hazanavicius The Artist en 2012,. En 2020, Parasite de Bong Joon-ho devient le premier long métrage non anglophone – tourné en coréen – et totalement produit en dehors de tout lien avec les États-Unis à recevoir l'Oscar du meilleur film et le premier à remporter à la fois le trophée du meilleur film et celui du meilleur film international.
Officieusement, les Oscars ont aussi permis de définir des fourchettes salariales pour chaque corps de métier. Certaines revendications de la profession ont ainsi pu être contenues et entendues.
Les Academy Awards sont les plus anciennes récompenses dans le domaine des médias et du spectacle. Elles sont considérées comme les plus importantes du cinéma mondial. Leurs équivalents américains dans les domaines de la musique (Grammy Awards), de la télévision (Emmy Awards) et du théâtre (Tony Awards) ont été édifiés sur le même modèle.

## Fonctionnement

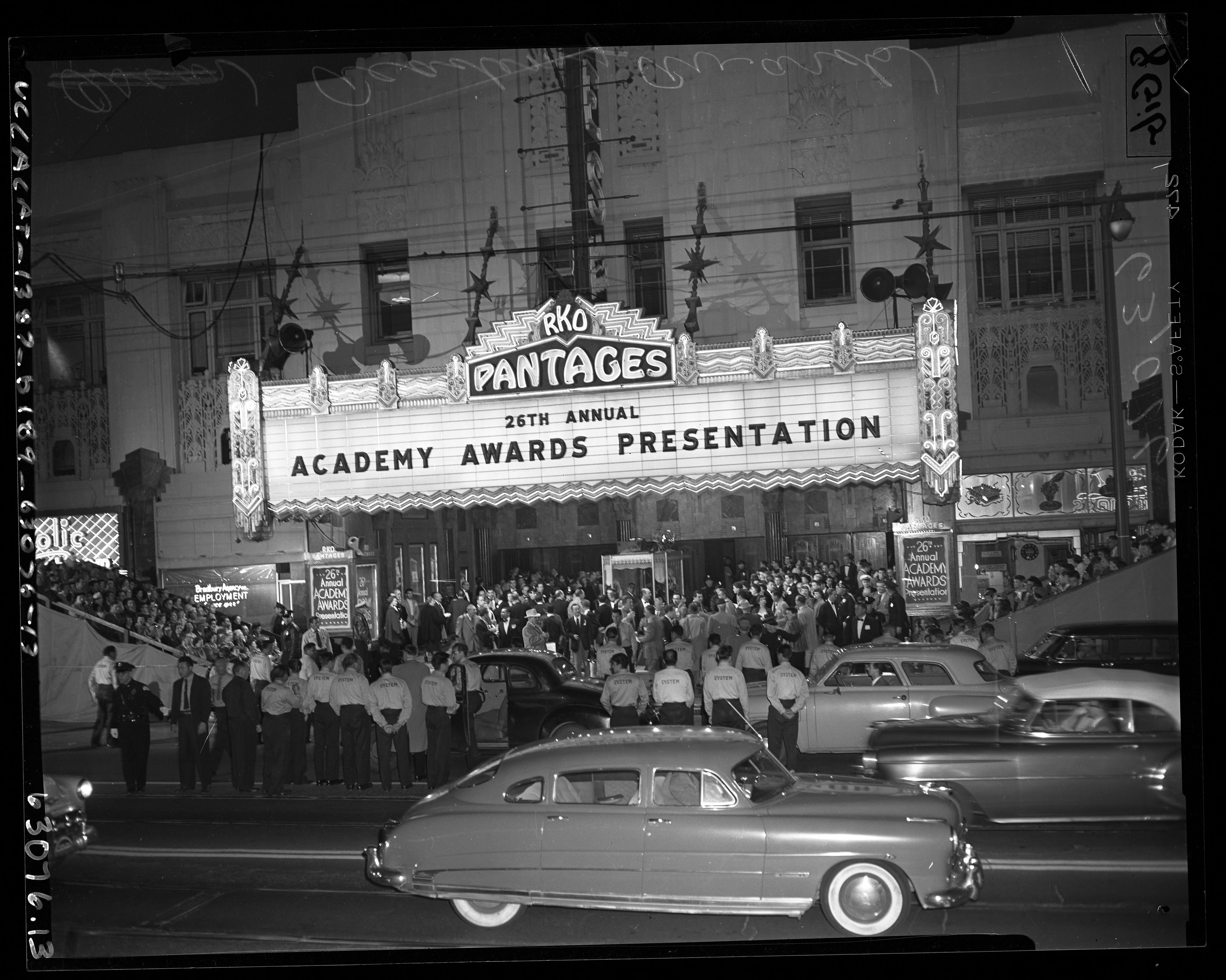
La 26e cérémonie des Oscars du cinéma en 1954.

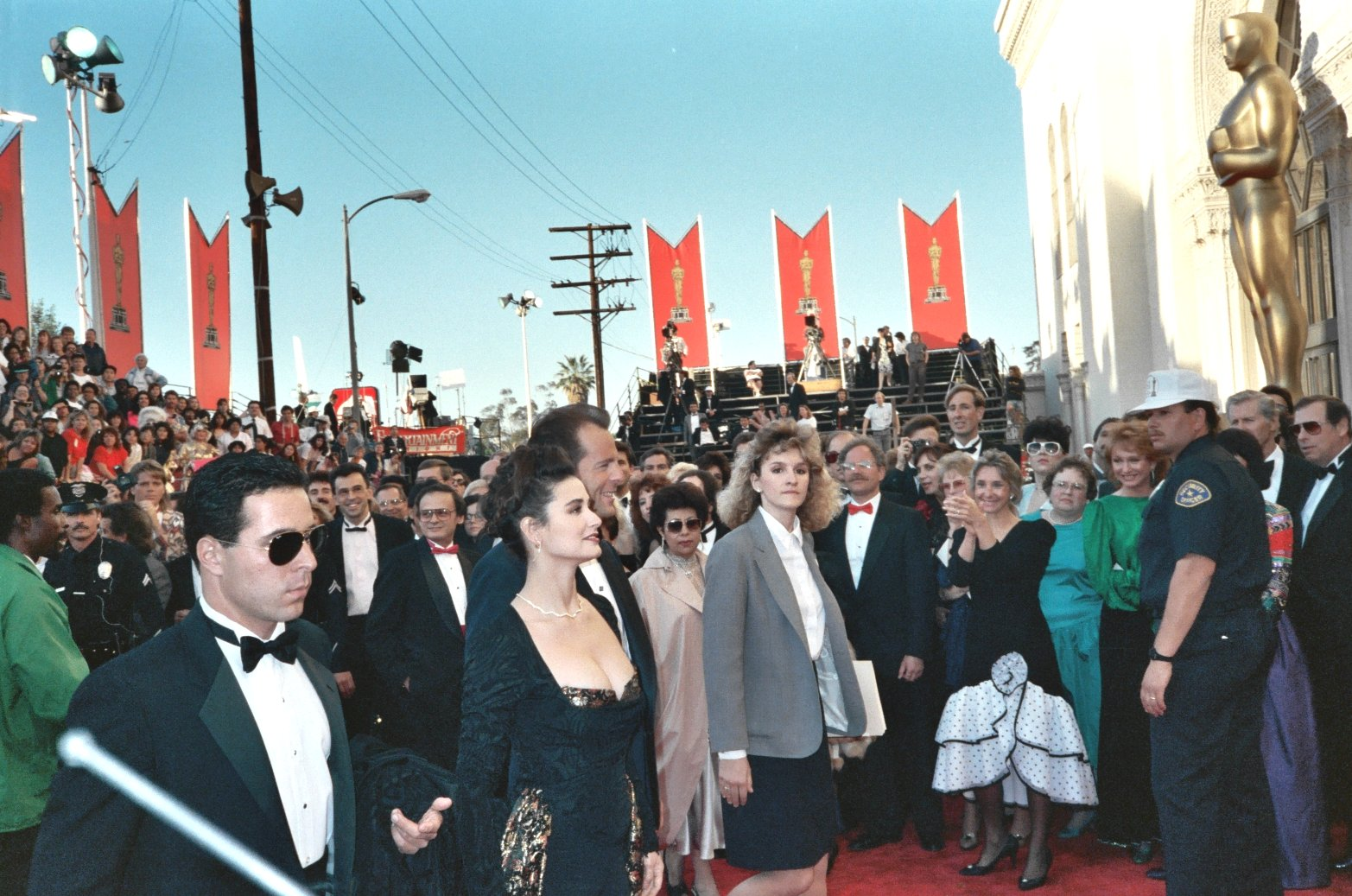
Demi Moore et Bruce Willis à la 61e cérémonie des Oscars du cinéma en 1989.

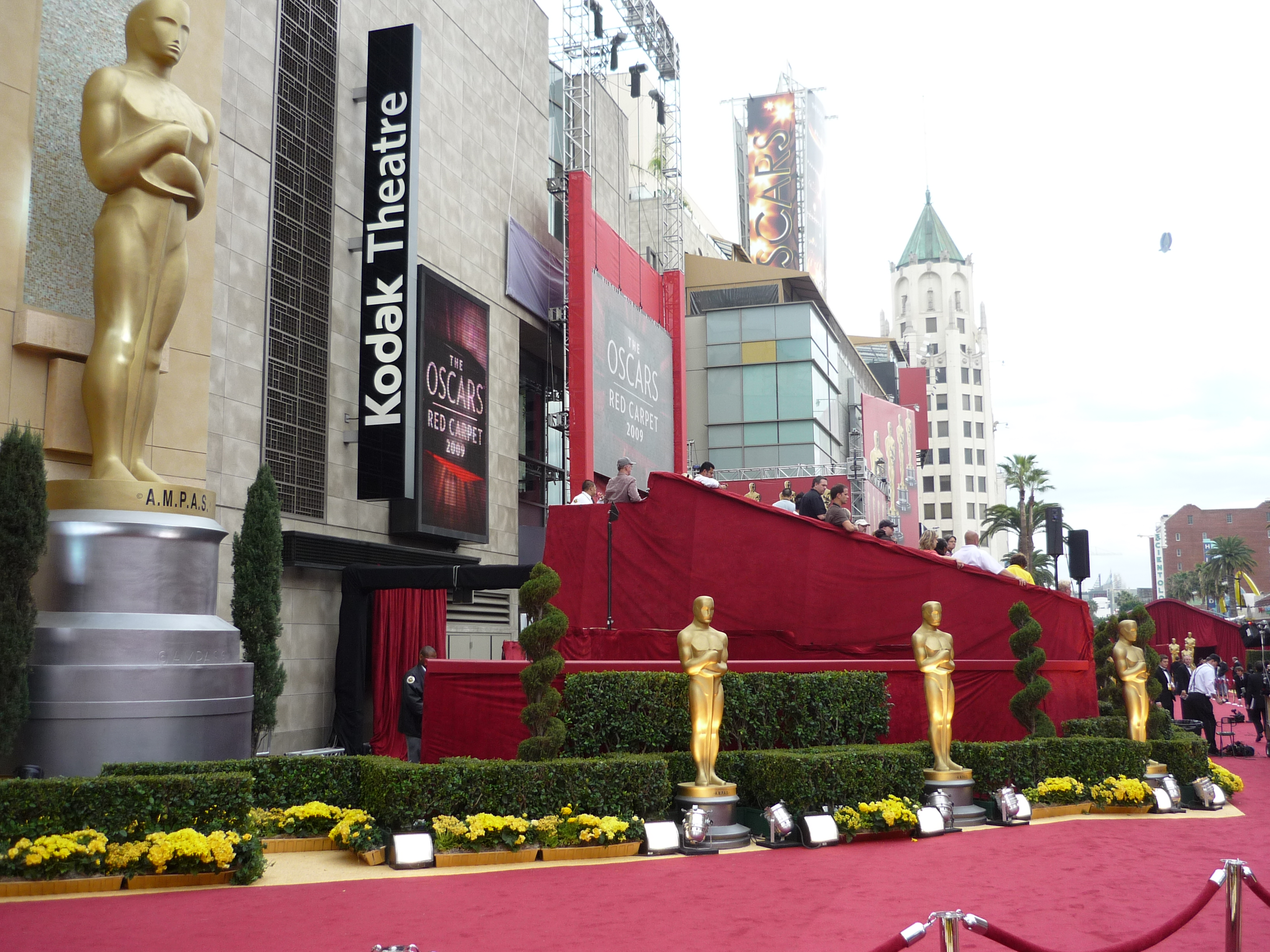
Extérieur de la 81e cérémonie des Oscars du cinéma en 2009.

### L'Académie
L'Academy of Motion Picture Arts and Sciences (en abrégé, AMPAS ; en français, l'Académie des arts et sciences du cinéma), association destinée à la promotion et la préservation mondiale du cinéma, a initialement été créée le 11 mai 1927 par Louis B. Mayer, alors dirigeant de la Metro-Goldwyn-Mayer, dans le but de promouvoir les productions des studios, établir une feuille de route dans le financement et la distribution de longs métrages sur le sol américain, et aider à la médiation pour la résolution des conflits sociaux. En 2012, l'Académie des arts et sciences du cinéma compte plus de six mille membres et représentants détenant un droit de vote. Parmi l'ensemble des membres liés au cinéma, les acteurs représentent près d'un quart des votants. Les collèges professionnels de votants sont au nombre de dix-sept :
- Comédiens
- Cinéma documentaire
- Compositeurs
- Court métrage et film d'animation
- Créateurs de costumes
- Créateurs d'effets spéciaux
- Directeurs artistiques et décorateurs
- Directeurs de casting
- Directeurs de la photographie
- Exécutifs (dirigeants de firmes, distributeurs, exportateurs...)
- Ingénieurs du son et mixeurs
- Maquilleurs et coiffeurs
- Monteurs
- Producteurs
- Réalisateurs
- Relations publiques
- Scénaristes[8]

Il existe un 18e collège élargi à des personnalités n'étant concernées par aucune des dix-sept branches professionnelles, ce qui est par exemple le cas des cascadeurs ou des représentants des industries techniques. Chaque branche de métier désigne trois « gouverneurs » qui changent régulièrement, mais participent à l'administration de l'Académie. Ces « gouverneurs » représentent les intérêts de leurs collèges grâce à un comité de direction spécial. Le recrutement se fait par cooptation : les nouveaux membres sont invités à le devenir et doivent, pour cela, recevoir le parrainage d'au moins deux adhérents de leur branche de métier et l'aval du conseil des gouverneurs de l'Académie,. Les invitations sont lancées après évaluation d'une contribution majeure au monde du cinéma. Les personnes ayant été sélectionnées ou récompensées par un Oscar sont généralement admises de droit.
Même si l'association est ouverte aux personnalités mondiales, l'essentiel de ses membres reste originaire des États-Unis. De 2013 à 2017, la directrice marketing Cheryl Boone Isaacs (en) est la troisième femme après Bette Davis et Fay Kanin, et la première personnalité afro-américaine, à présider l'Académie.

### Désignation des candidats et processus de vote

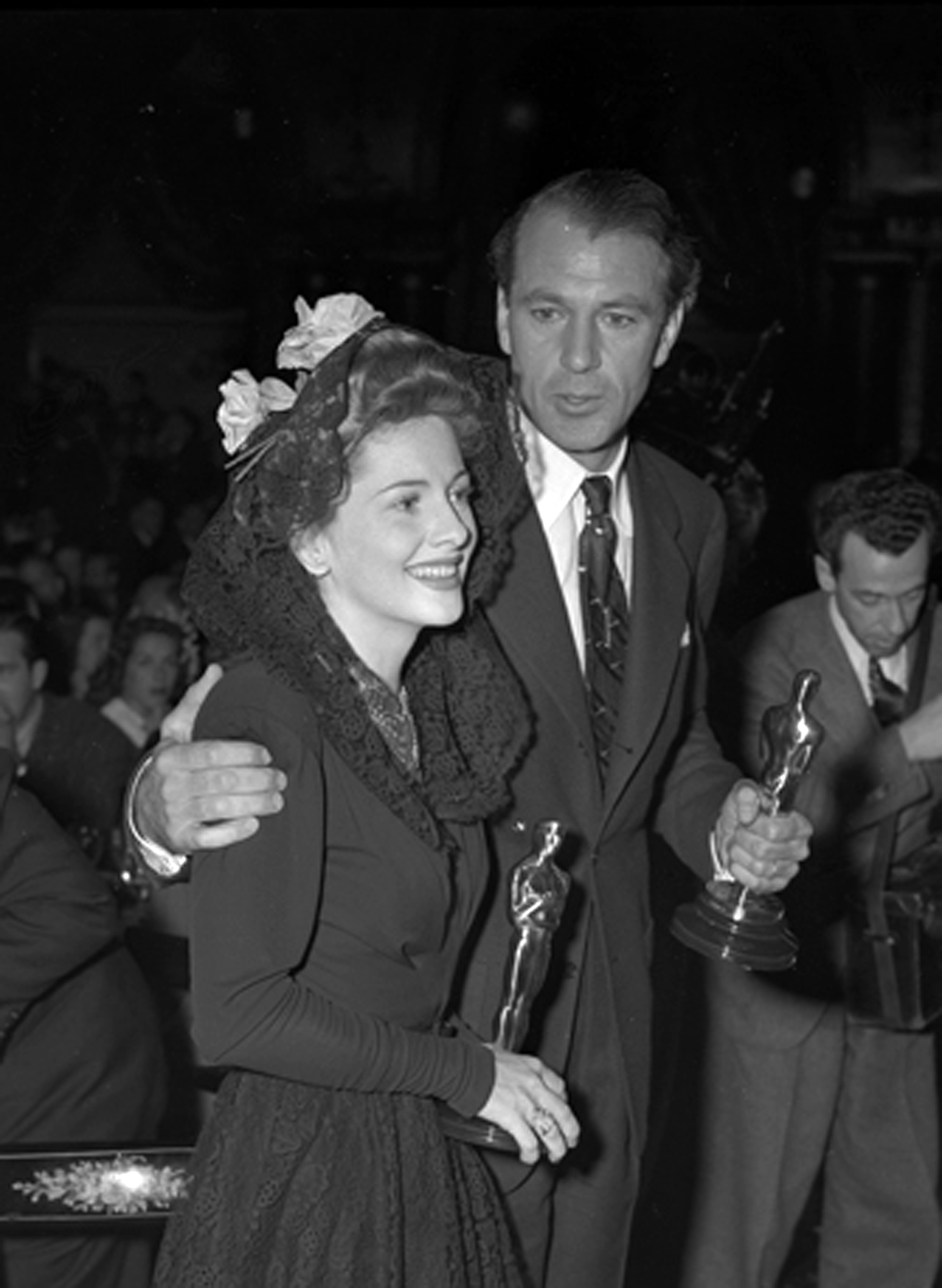
Gary Cooper et Joan Fontaine, meilleurs acteur et actrice de la 14e Cérémonie des Oscars, en 1942.

Selon les articles nos 2 et 3 du règlement actuellement en vigueur, un film peut être nommé aux Oscars s'il est sorti en salles dans le comté de Los Angeles en Californie entre le 1er janvier et le 31 décembre de l'année précédant la cérémonie. Le film doit durer au moins quarante minutes (à l'exception des Oscars récompensant les courts métrages) et être au format 35 mm ou 70 mm. Depuis les années 2000, le format numérique en 24 ou 48 images par seconde, avec une définition minimum de 1 280 × 720, est admissible. L'élection des gagnants s'organise, par correspondance, sur deux tours de scrutin.
Le premier tour sert à déterminer les nominations, fixées autour des cinq noms ou titres les plus proposés pour chaque catégorie (en nombre illimité à l'origine, elles ont été réduites par la suite à cinq dans la plupart des disciplines). Les membres de l'Académie choisissent les candidats uniquement dans la catégorie des Oscars liée à leur branche professionnelle : les comédiens et comédiennes votent pour les meilleurs acteurs et actrices dans un premier ou un second rôle, les réalisateurs pour la meilleure réalisation, les décorateurs pour les meilleurs décors, les ingénieurs du son pour les disciplines sonores (meilleur montage de son et meilleur mixage), etc. En revanche, tous proposent cinq titres pour l'Oscar du meilleur film (dix depuis 2010). Les sélections pour l'Oscar du meilleur film étranger, du meilleur documentaire, du meilleur film d'animation et celles du court métrage (prises de vues réelles, animation, documentaire) sont l'objet d'une exception : elles sont statuées par un comité spécial de l'AMPAS, composé de membres issus de tous les collèges de votants,.
Les formulaires sont envoyés aux votants fin décembre et doivent être retournés avant la mi-janvier.
Lorsque les nominations sont établies, les lauréats sont désignés, dans toutes les catégories, par un second tour de vote au scrutin uninominal auquel participent tous les membres, sans distinction professionnelle. Le vote se clôt généralement le week-end qui précède la cérémonie. Pour faciliter le processus de votes, l'Académie organise des séances spéciales, exonère ses membres du tarif de projections commerciales et leur adresse un coffret de DVD contenant les films éligibles, nommé Screeners. Une plateforme de lecture en continu a ensuite été mise en place et l'Académie a cessé les envois de DVD en 2021. Le dépouillement des bulletins se fait, depuis 1935, au sein de la société d'audit PricewaterhouseCoopers dont deux représentants apportent les enveloppes contenant les résultats à la dernière minute, lors de la soirée,.
Depuis 2013, les votes sont comptabilisés de deux manières : par courrier avec un bulletin papier traditionnel et par voie électronique, sur le site Internet de l'Académie,.

### Campagne promotionnelle
Chaque année, la période précédant le scrutin est l'objet d'une campagne intense de la part des studios auprès des votants pour promouvoir leurs productions et leurs vedettes. D'importants enjeux financiers sont en effet présents, l'attribution d'un Oscar permettant généralement à son récipiendaire de réévaluer très nettement son cachet, aux films d'attirer plus de public et aux principales sociétés de production et diffusion de multiplier les ventes sur support vidéo,. Plusieurs plans de communication, de marketing et de lobbying sont mis en place pour retenir l'attention des membres de l'Académie et rassembler le plus de voix possible : présentation des longs métrages dans les festivals de fin d'année, cocktails, déjeuners, rencontres, publicité dans différents médias, sollicitation d'interviews pour les célébrités dans les émissions de variétés, projections privées, parrains prestigieux, consultants influents… En 2012, les coûts d’une «bonne campagne» en vue des sélections étaient évalués à cinq millions de dollars, en 2024, ce serait plutôt vingt-cinq millions, soit cinq fois plus. Harvey Weinstein, ex-président, avec son frère Robert, de Miramax et fondateur de la Weinstein Company ont été longtemps considérés comme les champions des campagnes préparatoires aux Oscars : en 2012, les films qu'ils ont produits ou distribués totalisaient 300 nominations et 86 statuettes remportées. À la suite du scandale lié aux agressions sexuelles commises par Harvey Weinstein, l'Académie a décidé, le 14 octobre 2017, de l'exclure après avoir publié un communiqué dans lequel elle « [jugeait] la conduite décrite dans les accusations portées contre Harvey Weinstein répugnantes, odieuses et contraires à l'éthique des hauts standards de l'Académie »,,. Après Carmine Caridi en 2004, il est la deuxième personne à être exclue de l'Académie depuis sa création.
Pour limiter les excès de ces campagnes et empêcher les conflits d'intérêts ou trafics d'influence, l'Académie a pris certaines dispositions, comme la restriction des réceptions privées et l'interdiction d'envois de messages électroniques publicitaires en faveur d'un candidat dénigrant de manière agressive la concurrence. Récemment, la direction de l'AMPAS a appliqué des sanctions contre certaines personnalités. Ainsi, Nicolas Chartier, producteur français du film Démineurs de Kathryn Bigelow a été interdit de présence à la 82e cérémonie en 2010 à la suite de l'envoi d'un courriel appelant à préférer Démineurs, une production indépendante, à un « long métrage à cinq cents millions de dollars », visant Avatar de James Cameron, son principal adversaire. En 2014, la nomination à l'Oscar de la meilleure chanson d'Alone Yet not alone a été annulée à la suite de la découverte de nombreux messages envoyés par Bruce Broughton (ancien gouverneur de l'Académie et membre du comité de direction de la branche des compositeurs) aux adhérents de son collège afin de les informer que sa chanson était éligible pour le premier tour de vote qui fixe les nominations.

## Trophée
Le trophée représente un chevalier sur un socle, debout sur une bobine de film et tenant une épée dans ses mains gantées. Il est constitué de britannium (alliage d'étain, d'antimoine et de cuivre), plaqué d'or. Il a été dessiné par Cedric Gibbons, cofondateur de l'AMPAS, et responsable artistique de la MGM entre 1924 et 1956. D'une hauteur de 34 centimètres (13½ pouces) pour un poids de 3 kg (8½ livres), il a été sculpté par George Stanley et est réalisé par la société R. S. Owens & Company à Chicago qui a l'exclusivité de sa réalisation. La fine couche d'or recouvrant la statuette est de 24 carats. Son prix est d'environ 850 dollars (687 euros). Dix heures de travail sont nécessaires pour obtenir une sculpture parfaite.
La forme de la récompense a peu évolué au cours de son histoire, mais son poids et sa fabrication ont subi des modifications : les premières statuettes sont en bronze plaqué d'or. Durant la Seconde Guerre mondiale, en raison de la réquisition des métaux pour l'effort de guerre, les prix distribués sont des moulages en plâtre peints. Mais l'Académie les remplace plus tard par des originaux auprès des lauréats.
Désigné officiellement sous le terme d’Academy Award, il est surnommé « Oscar » depuis 1934. Une anecdote rapporte qu’un membre de l’Académie, Margaret Herrick, trouva qu’il ressemblait à son oncle ayant pour prénom Oscar. Une autre version attribue la paternité de ce surnom à Bette Davis dont le premier mari, Harmon Oscar Nelson, ressemblait à la statuette. Le surnom ne fut officiellement adopté par l'Académie qu'en 1939.
Afin d'éviter le marché noir et le troc pour les collections privées, chaque récipiendaire du trophée est obligé de signer le « Winner's agreement » (l'accord du gagnant) qui l'engage à ne pas revendre son prix sans l'avoir préalablement proposé contre un dollar symbolique à l'AMPAS.
Le trophée a été déposé comme marque verbale (Oscar) et comme marque figurative (dessin de la statuette) dans la plupart des pays du monde et notamment en France,.

## Catégories de récompenses

### Oscars du mérite
- Meilleur film (Best Picture) — depuis 1928
- Meilleur réalisateur (Best Director) — depuis 1928
- Meilleur acteur (Best Actor in a Leading Role) — depuis 1928
- Meilleure actrice (Best Actress in a Leading Role) — depuis 1928
- Meilleur acteur dans un second rôle (Best Actor in a Supporting Role) — depuis 1936
- Meilleure actrice dans un second rôle (Best Actress in a Supporting Role) — depuis 1936
- Meilleur scénario original (Best Original Screenplay) — depuis 1940
  -  Meilleure histoire originale (Best Original Story) — de 1929 à 1957
- Meilleur scénario adapté (Best Adapted Screenplay) — depuis 1928
- Meilleurs décors (Best Production Design) — depuis 1928
- Meilleure création de costumes (Best Costume Design) — depuis 1948
- Meilleurs maquillages et coiffures (Best Makeup and Hairstyling) — depuis 1981
- Meilleure photographie (Best Cinematography) — depuis 1929
- Meilleur montage (Best Film Editing) — depuis 1935
- Meilleur mixage de son (Best Sound Mixing) — depuis 1930
- Meilleur montage de son (Best Sound Editing) — depuis 1963
- Meilleurs effets visuels (Best Visual Effects) — depuis 1939
- Meilleure chanson originale (Best Original Song) — depuis 1934
- Meilleure musique de film (Best Original Score) — depuis 1934
- Meilleur film international (Best International Feature Film) — depuis 1947
- Meilleur film d'animation (Best Animated Feature) — depuis 2001
- Meilleur film documentaire (Best Documentary Feature) — depuis 1943
- Meilleur court métrage (prises de vues réelles) (Best Live Action Short Film) — depuis 1931
- Meilleur court métrage (animation) (Best Animated Short Film) — depuis 1931
- Meilleur court métrage (documentaire) (Best Documentary Short) — depuis 1941

Récompenses passées
- Meilleurs intertitres (Best Title Writing) — uniquement en 1929
- Meilleure production artistique (Best Unique and Artistic Production) — uniquement en 1929
- Meilleurs effets d'ingénierie (Best Engineering Effects) — uniquement en 1929
- Meilleur assistant réalisateur (Best Assistant Director) — de 1934 à 1938
- Meilleure chorégraphie (Best Dance Direction) — de 1936 à 1938

### Oscars spéciaux
Les Oscars spéciaux (Academy Special Awards) récompensent des personnalités du cinéma pour leur carrière ou pour une occasion particulière. Depuis 2009, ces Oscars sont remis dans une cérémonie séparée (au mois de novembre), les Governors Awards.
- Oscar d'honneur (Academy Honorary Award) — depuis 1929
- Irving G. Thalberg Memorial Award, récompensant un producteur — depuis 1938 (de façon irrégulière)
- Jean Hersholt Humanitarian Award, récompensant une personnalité pour son action humanitaire — depuis 1957 (de façon irrégulière)
- Oscar pour une contribution spéciale (Academy Special Achievement Award) — depuis 1973 (de façon irrégulière)

Récompenses passées
- Oscar de la jeunesse (Academy Juvenile Award) — de 1934 à 1960
- Oscar du public (Oscar Fan Favorite) — seulement en 2022

### Oscars scientifiques et techniques
Les Oscars scientifiques et techniques (Academy Scientific and Technical Awards ou Sci/Tech Awards) sont décernés de façon irrégulière depuis 1931. Leur remise, depuis 1977, fait l'objet d'une cérémonie séparée, non télévisée, précédant généralement la cérémonie principale. On distingue trois classes :
- Oscar du mérite scientifique ou technique (Scientific or Technical Academy Award of Merit - class I) depuis 1931 - Trophée : statuette ;
- Oscar scientifique et d'ingénierie (Scientific and Engineering Award - class II) depuis 1931 — Trophée : plaque ;
- Oscar pour une contribution technique (Technical Achievement Award - class III) depuis 1931 — Trophée : citation.

Deux autres récompenses viennent compléter cette catégorie :
- John A. Bonner Medal of Commendation — depuis 1978 ;
- Gordon E. Sawyer Award — depuis 1982.

## Les cérémonies

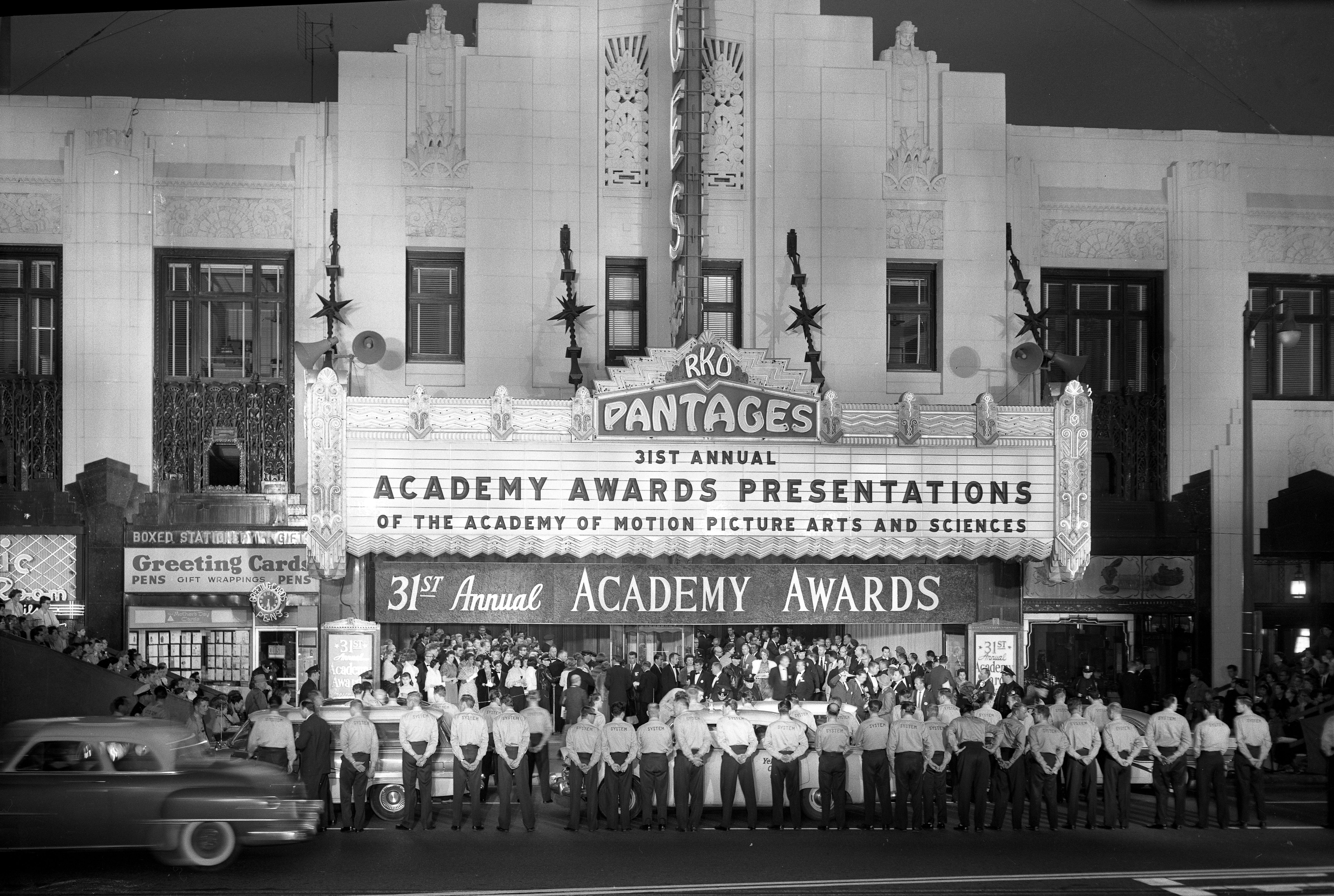
La des Oscars (1959).

Initialement organisée sous forme de banquet, la première cérémonie, présidée par Douglas Fairbanks, a lieu le 16 mai 1929 à l'Hollywood Roosevelt Hotel et réunit 270 personnes. La cérémonie n'est au départ pas faite pour durer : la première soirée se clôt en dix minutes et la place coûte quelques dollars. Le film muet Les Ailes (Wings) de William A. Wellman, mélodrame aérien sur fond de premier conflit mondial, remporte le tout premier trophée du meilleur film. Avant 1934, la statuette n'a pas de nom, elle n'est qu'une récompense professionnelle intitulée l’Academy Award of Merit. À l'époque, on la surnomme le « Trophée d'or », l'« Homme d'acier » ou encore la « Statue du mérite ».
Le système de banquet perdure pendant quelques années. Mais cet évènement réunissant toujours plus d'invités, la formule est abandonnée en 1944 au profit d'une remise de prix plus traditionnelle au Grauman's Chinese Theatre d'Hollywood, sous une forme qui a perduré, à quelques détails près, jusqu'à nos jours.
La cérémonie est retransmise pour la première fois à la télévision en 1953 sur NBC, avant de passer chez ABC en 1960. Elle revient sur NBC en 1971, avant qu'ABC ne s'approprie à nouveau les droits en 1976, et ce jusqu'à aujourd'hui. Succédant à plusieurs lieux d'accueil, le Théâtre Kodak, renommé Dolby Theatre en 2012 à la suite de la faillite du précédent commanditaire, accueille officiellement la cérémonie depuis mars 2002, télédiffusée en direct ou en léger différé dans le monde entier.
Depuis 1934, la cérémonie est organisée en début d'année, plus d'un mois après l'annonce des nominations par le président de l'Académie. Pour chaque catégorie, une personnalité est choisie pour annoncer les nommés, ouvrir l'enveloppe avec le nom du lauréat et remettre le trophée. Une tradition est appliquée depuis 1980 en ce qui concernent les catégories de l'interprétation : les vainqueurs remettent l'Oscar de la catégorie équivalente de l'autre sexe l'année suivante. Les vainqueurs ont le droit de s'exprimer seulement 45 secondes sur scène, en cas de discours trop long, on lance l'orchestre et le micro se coupe. La cérémonie est généralement présentée par un acteur ou une actrice comique en vogue (Billy Cristal, Steve Martin, Whoopi Goldberg, etc.). Cet évènement majeur dans la vie culturelle américaine fait figure de grand-messe mondaine pour l'industrie hollywoodienne : les vedettes s'y montrent vêtues de créations des grands couturiers.
En 2007, la chaîne ABC évalue le coût de la cérémonie à 30 millions de dollars. Ce montant comprend l'organisation de la soirée, mais également l'acheminement et le dépouillement des bulletins de vote, l'envoi de DVD des films cités aux votants, les soirées données en amont du grand soir, le bal des gouverneurs de l'Académie et le déjeuner des nommés.
L'audience record remonte à 1998 : plus de 55 millions d'Américains regardent la cérémonie.
La cérémonie récompensant les films sortis au cours de l'année civile précédente, elle est désignée plutôt par son numéro que par son année.
| Cérémonie                | Date             | Meilleur film                              | Présentateur                                                                    | Lieu                               | Audience |
| ------------------------ | ---------------- | ------------------------------------------ | ------------------------------------------------------------------------------- | ---------------------------------- | -------- |
| 1re cérémonie des Oscars | 16 mai 1929      | Les Ailes                                  | Douglas Fairbanks et William C. de Mille                                        | Hollywood Roosevelt Hotel          | NC       |
| 2e cérémonie des Oscars  | 3 avril 1930     | Broadway Melody                            | William C. de Mille                                                             | Ambassador Hotel                   | NC       |
| 3e cérémonie des Oscars  | 5 novembre 1930  | À l'Ouest, rien de nouveau                 | Conrad Nagel                                                                    | Ambassador Hotel                   | NC       |
| 4e cérémonie des Oscars  | 10 novembre 1931 | La Ruée vers l'Ouest                       | Lawrence Grant                                                                  | Hôtel Biltmore                     | NC       |
| 5e cérémonie des Oscars  | 18 novembre 1932 | Grand Hotel                                | Lionel Barrymore et Conrad Nagel                                                | Ambassador Hotel                   | NC       |
| 6e cérémonie des Oscars  | 16 mars 1934     | Cavalcade                                  | Will Rogers                                                                     | Ambassador Hotel                   | NC       |
| 7e cérémonie des Oscars  | 27 février 1935  | New York-Miami                             | Irvin S. Cobb                                                                   | Hôtel Biltmore                     | NC       |
| 8e cérémonie des Oscars  | 5 mars 1936      | Les Révoltés du Bounty                     | Frank Capra                                                                     | Hôtel Biltmore                     | NC       |
| 9e cérémonie des Oscars  | 4 mars 1937      | Le Grand Ziegfeld                          | George Jessel                                                                   | Hôtel Biltmore                     | NC       |
| 10e cérémonie des Oscars | 10 mars 1938     | La Vie d'Émile Zola                        | Bob Burns                                                                       | Hôtel Biltmore                     | NC       |
| 11e cérémonie des Oscars | 23 février 1939  | Vous ne l'emporterez pas avec vous         | Aucun                                                                           | Hôtel Biltmore                     | NC       |
| 12e cérémonie des Oscars | 29 février 1940  | Autant en emporte le vent                  | Bob Hope                                                                        | Ambassador Hotel                   | NC       |
| 13e cérémonie des Oscars | 27 février 1941  | Rebecca                                    | Bob Hope                                                                        | Hôtel Biltmore                     | NC       |
| 14e cérémonie des Oscars | 26 février 1942  | Qu'elle était verte ma vallée              | Aucun                                                                           | Hôtel Biltmore                     | NC       |
| 15e cérémonie des Oscars | 4 mars 1943      | Madame Miniver                             | Bob Hope                                                                        | Ambassador Hotel                   | NC       |
| 16e cérémonie des Oscars | 2 mars 1944      | Casablanca                                 | Jack Benny                                                                      | Grauman's Chinese Theater          | NC       |
| 17e cérémonie des Oscars | 15 mars 1945     | La Route semée d'étoiles                   | Bob Hope et John Cromwell                                                       | Grauman's Chinese Theater          | NC       |
| 18e cérémonie des Oscars | 7 mars 1946      | Le Poison                                  | Bob Hope et James Stewart                                                       | Grauman's Chinese Theater          | NC       |
| 19e cérémonie des Oscars | 13 mars 1947     | Les Plus Belles Années de notre vie        | Jack Benny                                                                      | Shrine Auditorium                  | NC       |
| 20e cérémonie des Oscars | 20 mars 1948     | Le Mur invisible                           | Agnes Moorehead et Dick Powell                                                  | Shrine Auditorium                  | NC       |
| 21e cérémonie des Oscars | 24 mars 1949     | Hamlet                                     | Robert Montgomery                                                               | Pantages Theatre                   | NC       |
| 22e cérémonie des Oscars | 23 mars 1950     | Les Fous du roi                            | Paul Douglas                                                                    | Pantages Theatre                   | NC       |
| 23e cérémonie des Oscars | 29 mars 1951     | Ève                                        | Fred Astaire                                                                    | Pantages Theatre                   | NC       |
| 24e cérémonie des Oscars | 20 mars 1952     | Un Américain à Paris                       | Danny Kaye                                                                      | Pantages Theatre                   | NC       |
| 25e cérémonie des Oscars | 19 mars 1953     | Sous le plus grand chapiteau du monde      | Bob Hope et Conrad Nagel                                                        | NBC International Theatre          | NC       |
| 26e cérémonie des Oscars | 25 mars 1954     | Tant qu'il y aura des hommes               | Donald O'Connor et Fredric March                                                | NBC Century Theatre (en)           | NC       |
| 27e cérémonie des Oscars | 20 mars 1955     | Sur les quais                              | Bob Hope et Thelma Ritter                                                       | NBC Century Theatre (en)           | NC       |
| 28e cérémonie des Oscars | 21 mars 1956     | Marty                                      | Jerry Lewis, Claudette Colbert et Joseph L. Mankiewicz                          | NBC Century Theatre (en)           | NC       |
| 29e cérémonie des Oscars | 27 mars 1957     | Le Tour du monde en quatre-vingts jours    | Jerry Lewis et Celeste Holm                                                     | NBC Century Theatre (en)           | NC       |
| 30e cérémonie des Oscars | 26 mars 1958     | Le Pont de la rivière Kwaï                 | Bob Hope, David Niven, James Stewart, Jack Lemmon et Rosalind Russell           | Pantages Theatre                   | NC       |
| 31e cérémonie des Oscars | 6 avril 1959     | Gigi                                       | Bob Hope, David Niven, Tony Randall, Mort Sahl, Laurence Olivier et Jerry Lewis | Pantages Theatre                   | NC       |
| 32e cérémonie des Oscars | 4 avril 1960     | Ben-Hur                                    | Bob Hope                                                                        | Pantages Theatre                   | NC       |
| 33e cérémonie des Oscars | 17 avril 1961    | La Garçonnière                             | Bob Hope                                                                        | Santa Monica Civic Auditorium (en) | NC       |
| 34e cérémonie des Oscars | 9 avril 1962     | West Side Story                            | Bob Hope                                                                        | Santa Monica Civic Auditorium (en) | NC       |
| 35e cérémonie des Oscars | 8 avril 1963     | Lawrence d'Arabie                          | Frank Sinatra                                                                   | Santa Monica Civic Auditorium (en) | NC       |
| 36e cérémonie des Oscars | 13 avril 1964    | Tom Jones                                  | Jack Lemmon                                                                     | Santa Monica Civic Auditorium (en) | NC       |
| 37e cérémonie des Oscars | 5 avril 1965     | My Fair Lady                               | Bob Hope                                                                        | Santa Monica Civic Auditorium (en) | NC       |
| 38e cérémonie des Oscars | 18 avril 1966    | La Mélodie du bonheur                      | Bob Hope                                                                        | Santa Monica Civic Auditorium (en) | NC       |
| 39e cérémonie des Oscars | 10 avril 1967    | Un homme pour l'éternité                   | Bob Hope                                                                        | Santa Monica Civic Auditorium (en) | NC       |
| 40e cérémonie des Oscars | 10 avril 1968    | Dans la chaleur de la nuit                 | Bob Hope                                                                        | Santa Monica Civic Auditorium (en) | NC       |
| 41e cérémonie des Oscars | 14 avril 1969    | Oliver !                                   | Aucun                                                                           | Dorothy Chandler Pavilion          | NC       |
| 42e cérémonie des Oscars | 7 avril 1970     | Macadam Cowboy                             | Aucun                                                                           | Dorothy Chandler Pavilion          | NC       |
| 43e cérémonie des Oscars | 15 avril 1971    | Patton                                     | Aucun                                                                           | Dorothy Chandler Pavilion          | NC       |
| 44e cérémonie des Oscars | 10 avril 1972    | French Connection                          | Helen Hayes, Alan King, Sammy Davis, Jr. et Jack Lemmon                         | Dorothy Chandler Pavilion          | NC       |
| 45e cérémonie des Oscars | 27 mars 1973     | Le Parrain                                 | Carol Burnett, Michael Caine, Charlton Heston et Rock Hudson                    | Dorothy Chandler Pavilion          | NC       |
| 46e cérémonie des Oscars | 2 avril 1974     | L'Arnaque                                  | John Huston, Burt Reynolds, David Niven et Diana Ross                           | Dorothy Chandler Pavilion          | 44.712   |
| 47e cérémonie des Oscars | 8 avril 1975     | Le Parrain 2                               | Sammy Davis Jr., Bob Hope, Shirley MacLaine, et Frank Sinatra                   | Dorothy Chandler Pavilion          | 48.127   |
| 48e cérémonie des Oscars | 29 mars 1976     | Vol au-dessus d'un nid de coucou           | Goldie Hawn, Gene Kelly, Walter Matthau, George Segal et Robert Shaw            | Dorothy Chandler Pavilion          | 46.751   |
| 49e cérémonie des Oscars | 28 mars 1977     | Rocky                                      | Warren Beatty, Ellen Burstyn, Jane Fonda, Richard Pryor                         | Dorothy Chandler Pavilion          | 39.719   |
| 50e cérémonie des Oscars | 3 avril 1978     | Annie Hall                                 | Bob Hope                                                                        | Dorothy Chandler Pavilion          | 48.501   |
| 51e cérémonie des Oscars | 9 avril 1979     | Voyage au bout de l'enfer                  | Johnny Carson                                                                   | Dorothy Chandler Pavilion          | 46.301   |
| 52e cérémonie des Oscars | 14 avril 1980    | Kramer contre Kramer                       | Johnny Carson                                                                   | Dorothy Chandler Pavilion          | 48.978   |
| 53e cérémonie des Oscars | 31 mars 1981     | Des gens comme les autres                  | Johnny Carson                                                                   | Dorothy Chandler Pavilion          | 39.919   |
| 54e cérémonie des Oscars | 29 mars 1982     | Les Chariots de feu                        | Johnny Carson                                                                   | Dorothy Chandler Pavilion          | 46.245   |
| 55e cérémonie des Oscars | 11 avril 1983    | Gandhi                                     | Liza Minnelli, Dudley Moore, Richard Pryor et Walter Matthau                    | Dorothy Chandler Pavilion          | 53.235   |
| 56e cérémonie des Oscars | 9 avril 1984     | Tendres Passions                           | Johnny Carson                                                                   | Dorothy Chandler Pavilion          | 42.051   |
| 57e cérémonie des Oscars | 25 mars 1985     | Amadeus                                    | Jack Lemmon                                                                     | Dorothy Chandler Pavilion          | 38.855   |
| 58e cérémonie des Oscars | 24 mars 1986     | Out of Africa                              | Alan Alda, Jane Fonda et Robin Williams                                         | Dorothy Chandler Pavilion          | 37.757   |
| 59e cérémonie des Oscars | 30 mars 1987     | Platoon                                    | Chevy Chase, Goldie Hawn et Paul Hogan                                          | Dorothy Chandler Pavilion          | 37.190   |
| 60e cérémonie des Oscars | 11 avril 1988    | Le Dernier Empereur                        | Chevy Chase                                                                     | Shrine Auditorium                  | 42.227   |
| 61e cérémonie des Oscars | 29 mars 1989     | Rain Man                                   | Aucun                                                                           | Shrine Auditorium                  | 42.619   |
| 62e cérémonie des Oscars | 26 mars 1990     | Miss Daisy et son chauffeur                | Billy Crystal                                                                   | Dorothy Chandler Pavilion          | 40.375   |
| 63e cérémonie des Oscars | 25 mars 1991     | Danse avec les loups                       | Billy Crystal                                                                   | Shrine Auditorium                  | 42.727   |
| 64e cérémonie des Oscars | 30 mars 1992     | Le Silence des agneaux                     | Billy Crystal                                                                   | Dorothy Chandler Pavilion          | 44.406   |
| 65e cérémonie des Oscars | 29 mars 1993     | Impitoyable                                | Billy Crystal                                                                   | Dorothy Chandler Pavilion          | 45.735   |
| 66e cérémonie des Oscars | 21 mars 1994     | La Liste de Schindler                      | Whoopi Goldberg                                                                 | Dorothy Chandler Pavilion          | 45.083   |
| 67e cérémonie des Oscars | 27 mars 1995     | Forrest Gump                               | David Letterman                                                                 | Shrine Auditorium                  | 48.279   |
| 68e cérémonie des Oscars | 25 mars 1996     | Braveheart                                 | Whoopi Goldberg                                                                 | Dorothy Chandler Pavilion          | 44.867   |
| 69e cérémonie des Oscars | 24 mars 1997     | Le Patient anglais                         | Billy Crystal                                                                   | Shrine Auditorium                  | 40.075   |
| 70e cérémonie des Oscars | 23 mars 1998     | Titanic                                    | Billy Crystal                                                                   | Shrine Auditorium                  | 55.249   |
| 71e cérémonie des Oscars | 21 mars 1999     | Shakespeare in Love                        | Whoopi Goldberg                                                                 | Dorothy Chandler Pavilion          | 45.615   |
| 72e cérémonie des Oscars | 26 mars 2000     | American Beauty                            | Billy Crystal                                                                   | Shrine Auditorium                  | 46.333   |
| 73e cérémonie des Oscars | 25 mars 2001     | Gladiator                                  | Steve Martin                                                                    | Shrine Auditorium                  | 42.944   |
| 74e cérémonie des Oscars | 24 mars 2002     | Un homme d’exception                       | Whoopi Goldberg                                                                 | Théâtre Dolby                      | 41.782   |
| 75e cérémonie des Oscars | 23 mars 2003     | Chicago                                    | Steve Martin                                                                    | Théâtre Dolby                      | 33.043   |
| 76e cérémonie des Oscars | 29 février 2004  | Le Seigneur des anneaux : Le Retour du roi | Billy Crystal                                                                   | Théâtre Dolby                      | 43.531   |
| 77e cérémonie des Oscars | 27 février 2005  | Million Dollar Baby                        | Chris Rock                                                                      | Théâtre Dolby                      | 42.139   |
| 78e cérémonie des Oscars | 5 mars 2006      | Collision                                  | Jon Stewart                                                                     | Théâtre Dolby                      | 38.939   |
| 79e cérémonie des Oscars | 25 février 2007  | Les Infiltrés                              | Ellen DeGeneres                                                                 | Théâtre Dolby                      | 40.172   |
| 80e cérémonie des Oscars | 24 février 2008  | No Country for Old Men                     | Jon Stewart                                                                     | Théâtre Dolby                      | 32.006   |
| 81e cérémonie des Oscars | 22 février 2009  | Slumdog Millionaire                        | Hugh Jackman                                                                    | Théâtre Dolby                      | 36.310   |
| 82e cérémonie des Oscars | 7 mars 2010      | Démineurs                                  | Steve Martin et Alec Baldwin                                                    | Théâtre Dolby                      | 41.699   |
| 83e cérémonie des Oscars | 27 février 2011  | Le Discours d'un roi                       | James Franco et Anne Hathaway                                                   | Théâtre Dolby                      | 37.919   |
| 84e cérémonie des Oscars | 26 février 2012  | The Artist                                 | Billy Crystal                                                                   | Théâtre Dolby                      | 39.460   |
| 85e cérémonie des Oscars | 24 février 2013  | Argo                                       | Seth MacFarlane                                                                 | Théâtre Dolby                      | 40.376   |
| 86e cérémonie des Oscars | 2 mars 2014      | Twelve Years a Slave                       | Ellen DeGeneres                                                                 | Théâtre Dolby                      | 43.740   |
| 87e cérémonie des Oscars | 22 février 2015  | Birdman                                    | Neil Patrick Harris                                                             | Théâtre Dolby                      | 37.260   |
| 88e cérémonie des Oscars | 28 février 2016  | Spotlight                                  | Chris Rock                                                                      | Théâtre Dolby                      | 34.3     |
| 89e cérémonie des Oscars | 26 février 2017  | Moonlight                                  | Jimmy Kimmel                                                                    | Théâtre Dolby                      | 32.9     |
| 90e cérémonie des Oscars | 4 mars 2018      | La Forme de l'eau                          | Jimmy Kimmel                                                                    | Théâtre Dolby                      | 26.5     |
| 91e cérémonie des Oscars | 24 février 2019  | Green Book                                 | Aucun                                                                           | Théâtre Dolby                      | 29.5     |
| 92e cérémonie des Oscars | 9 février 2020   | Parasite                                   | Aucun                                                                           | Théâtre Dolby                      | 23.4     |
| 93e cérémonie des Oscars | 25 avril 2021    | Nomadland                                  | Aucun                                                                           | Théâtre Dolby                      | 9.85     |
| 94e cérémonie des Oscars | 27 mars 2022     | Coda                                       | Regina Hall, Amy Schumer et Wanta Sykes                                         | Théâtre Dolby                      | 15,36    |
| 95e cérémonie des Oscars | 12 mars 2023     | Everything Everywhere All at Once          | Jimmy Kimmel                                                                    | Théâtre Dolby                      | 18,7     |
| 96e cérémonie des Oscars | 10 mars 2024     | Oppenheimer                                | Jimmy Kimmel                                                                    | Théâtre Dolby                      |          |
| 97e cérémonie des Oscars | 2 mars 2025      | Anora                                      | Conan O'Brien                                                                   | Théâtre Dolby                      | 19,7     |
| 98e cérémonie des Oscars | 15 mars 2026     | À voir                                     | Conan O'Brien                                                                   |                                    |          |

### Governors Awards
Les prix honorifiques attribués par le conseil des gouverneurs sont l'Oscar d'honneur, le Jean Hersholt Humanitarian Award et l'Irving G. Thalberg Memorial Award. Ils sont remis dans une cérémonie distincte depuis 2009, au mois de novembre précédant la soirée des Oscars. Toutes les soirées des Governors Awards ont lieu dans des salles de réception du Hollywood and Highland Center, où est également présent le théâtre Dolby.
Les liens des éditions renvoient aux cérémonies des Oscars qui s'y rattachent.
| Édition | Date              | Oscar d'honneur                                                   | Autre prix                                                             |
| ------- | ----------------- | ----------------------------------------------------------------- | ---------------------------------------------------------------------- |
| 1e      | 14 novembre 2009  | Lauren Bacall, Roger Corman et Gordon Willis                      | Irving G. Thalberg Memorial Award : John Calley                        |
| 2e      | 13 novembre 2010  | Kevin Brownlow, Jean-Luc Godard et Eli Wallach                    | Irving G. Thalberg Memorial Award : Francis Ford Coppola               |
| 3e      | 12 novembre 2011  | James Earl Jones et Dick Smith                                    | Jean Hersholt Humanitarian Award : Oprah Winfrey                       |
| 4e      | 1er décembre 2012 | Hal Needham, D.A. Pennebaker et George Stevens Jr.                | Jean Hersholt Humanitarian Award : Jeffrey Katzenberg                  |
| 5e      | 16 novembre 2013  | Angela Lansbury, Steve Martin et Piero Tosi                       | Jean Hersholt Humanitarian Award : Angelina Jolie                      |
| 6e      | 8 novembre 2014   | Jean-Claude Carrière, Hayao Miyazaki et Maureen O'Hara            | Jean Hersholt Humanitarian Award : Harry Belafonte                     |
| 7e      | 14 novembre 2015  | Spike Lee et Gena Rowlands                                        | Jean Hersholt Humanitarian Award : Debbie Reynolds                     |
| 8e      | 12 novembre 2016  | Jackie Chan, Anne V. Coates, Lynn Stalmaster et Frederick Wiseman |                                                                        |
| 9e      | 11 novembre 2017  | Charles Burnett, Agnès Varda, Owen Roizman et Donald Sutherland   | Academy Special Achievement Award : Alejandro González Iñárritu        |
| 10e     | 18 novembre 2018  | Lalo Schifrin, Cicely Tyson et Marvin Levy                        | Irving G. Thalberg Memorial Award : Kathleen Kennedy et Frank Marshall |
| 11e     | 27 octobre 2019   | David Lynch, Wes Studi et Lina Wertmüller                         | Jean Hersholt Humanitarian Award : Geena Davis                         |
| 12e     | 25 mars 2022      | Samuel L. Jackson, Elaine May et Liv Ullmann                      | Jean Hersholt Humanitarian Award : Danny Glover                        |

### Oscars scientifiques et techniques
Depuis 1978, les prix consacrant les innovations techniques cinématographiques sont remis lors d'une soirée spéciale, deux semaines avant la cérémonie des Oscars.

## Récompenses et sélections multiples
- Le plus grand nombre d'Oscars remporté par un seul film est de onze. Ce record est détenu par trois films[47] : 
  - Ben-Hur (sur douze nominations), lors de la 32e cérémonie (1960)
  - Titanic (sur quatorze nominations), lors de la 70e cérémonie (1998)
  - Le Seigneur des anneaux : Le Retour du roi (sur onze nominations), lors de la 76e cérémonie (2004)

- Parmi les films nommés aux cinq Oscars majeurs[48] (« Big Five »), à savoir l'Oscar du meilleur film, de la meilleure réalisation, du meilleur acteur, de la meilleure actrice et du meilleur scénario[49] :
  - 43 films furent nommés dans les cinq catégories phares[réf. nécessaire]
  - Trois films accomplirent la performance de remporter le quintuplé majeur :
    - New York-Miami lors de la 5e cérémonie en 1935 ;
    - Vol au-dessus d'un nid de coucou lors de la 48e cérémonie en 1976 ;
    - Le Silence des agneaux lors de la 64e cérémonie en 1992.
- Trois films ont obtenu quatorze nominations, soit le maximum jamais atteint : 
  -     - Eve... en 1950
    - Titanic en 1997
    - La La Land en 2017.
- Quatre films ont réussi à gagner toutes les statuettes des catégories dans lesquels ils concouraient : 
  -     - Gigi en 1959 (neuf nominations et neuf Oscars)
    - Le Dernier Empereur en 1988 (neuf nominations et neuf Oscars)
    - Le Seigneur des anneaux : Le Retour du roi en 2004 (onze nominations et onze Oscars)
    - Coda en 2022 (trois nominations pour trois Oscars).

- Katharine Hepburn est l'actrice la plus récompensée dans la catégorie « meilleure actrice » avec quatre Oscars (qu'elle ne reçut jamais en mains propres, n'ayant assisté qu'une seule fois à la cérémonie pour remettre le Irving G. Thalberg Memorial Award à Lawrence Weingarten en 1974)[50]. Meryl Streep détient quant à elle le record absolu du nombre de sélections dans la catégorie « meilleure actrice » (dix-sept nominations)[51] ainsi que le record du nombre de nominations pour une actrice ou un acteur, catégories « meilleure actrice » et « meilleure actrice dans un second rôle » confondues, soit vingt-et-un (dont trois victoires : en 1980, 1983 et 2012). Frances McDormand a remporté trois fois l'Oscar de la meilleure actrice. Dans la catégorie du « meilleur second rôle féminin », Shelley Winters et Dianne Wiest sont les seules actrices à avoir été récompensées à deux reprises.

- Daniel Day-Lewis est le comédien le plus récompensé dans la catégorie « meilleur acteur » avec trois victoires. Jack Nicholson a aussi remporté trois Oscars, mais dans deux catégories : « meilleur acteur » et « meilleur acteur dans un second rôle ». Il détient également le record de nominations pour un acteur : douze. Dans la catégorie « meilleur acteur dans un second rôle », Walter Brennan arrive en tête avec trois trophées.
- John Ford est à ce jour[Quand ?] le réalisateur le plus récompensé dans la catégorie « meilleure réalisation » avec quatre trophées. Il est suivi de Frank Capra et William Wyler avec trois statuettes.
- Vittorio De Sica et Federico Fellini comptent le plus grand nombre de victoires dans la catégorie du « meilleur film étranger » avec quatre victoires chacun. Arrive ensuite Ingmar Bergman avec trois victoires.
- Edith Head, sélectionnée 35 fois, a obtenu 8 Oscars de la « meilleure création de costumes », dont deux la même année (1951), faisant d'elle l'une des personnalités les plus récompensées et la femme la plus oscarisée de l'histoire. Alan Menken, a remporté le même nombre d'Oscars (huit) dans les catégories « meilleure chanson originale » (quatre) et « Oscar de la meilleure musique de film » (quatre).
- Rick Baker est la troisième personnalité la plus titrée aux Oscars avec 7 victoires dans la catégorie « Oscar du meilleur maquillage », pour 10 nominations.
- John Williams, compositeur attitré de Steven Spielberg, est la quatrième personnalité la plus oscarisée, avec 54 nominations et 5 Oscars obtenus dans la catégorie « Meilleure musique de film ».
- Walt Disney détient le record du nombre d'Oscars remportés avec 22 récompenses dans des catégories en compétition et quatre Oscars d'honneur. Il a toutefois reçu la plupart des récompenses au nom de sa société de production et non en son nom propre.
- Alfonso Cuarón est le seul à avoir été nommé dans huit catégories différentes :
  - Meilleur film pour Gravity et Roma.
  - Meilleure réalisation pour Gravity et Roma.
  - Meilleur scénario original pour Y tu mamá también, Gravity et Roma.
  - Meilleur scénario adapté pour Les Fils de l'homme.
  - Meilleure photographie pour Roma.
  - Meilleur montage pour Gravity.
  - Meilleur film international pour Roma.
  - Meilleur court-métrage en prise de vue réelles pour Le Pupille.
- Les comédiens Michael Douglas, George Clooney et Brad Pitt comptent deux victoires aux Oscars, mais à la fois en tant qu'interprètes (meilleur acteur en 1988 pour Douglas et second rôle en 2006 et 2020 pour Clooney et Pitt) et producteurs (meilleur film avec Vol au-dessus d'un nid de coucou en 1976 pour le premier, en 2013 avec Argo pour le second, en 2014 avec Twelve Years a Slave pour le troisième). De même, Emma Thompson a obtenu l'Oscar de la meilleure actrice en 1993 et celui du meilleur scénario adapté en 1996, Barbra Streisand celui de la meilleure actrice en 1969 et de la meilleure chanson originale en 1977. Ben Affleck a, quant à lui, été récompensé comme réalisateur (meilleur film pour Argo en 2013) et comme scénariste (meilleur scénario original avec Matt Damon en 1998 pour Will Hunting). À noter que les acteurs Robert Redford (en 1981), Kevin Costner (en 1991), Clint Eastwood (en 1993 et 2005) et Mel Gibson (en 1996) ont été honorés dans les catégories « meilleur film » et « meilleure réalisation ». Warren Beatty a lui aussi obtenu un Oscar, mais seulement celui de la meilleure réalisation en 1982 et jamais comme meilleur acteur. Le Britannique Laurence Olivier a obtenu, en 1949, à la fois l'Oscar du meilleur film et celui du meilleur acteur pour Hamlet (il fut également nommé dans la catégorie de la meilleure réalisation, sans toutefois remporter la statuette) et l'Italien Roberto Benigni celui du meilleur acteur et du meilleur film étranger pour La Vie est belle en 1999.
- Un seul auteur lauréat du prix Nobel de littérature a gagné l'Oscar du meilleur scénario (adapté) : George Bernard Shaw en 1939 pour Pygmalion, qu'il a adapté de sa propre pièce avec Ian Dalrymple, Cecil Lewis et W.P. Lipscomb[52]. Harold Pinter a concouru à deux reprises sans succès dans la même catégorie : en 1982 pour La Maîtresse du lieutenant français et en 1984 pour Trahisons conjugales[53]. À noter que Bob Dylan, récipiendaire du Nobel de littérature en 2016, a lui aussi reçu un Oscar, mais de la meilleure chanson originale : en 2001 pour le film Wonder Boys.
- Seuls quatre longs métrages ont réussi à gagner à la fois l'Oscar du meilleur film à Hollywood et la Palme d'or à Cannes : Le Poison de Billy Wilder, Marty de Delbert Mann, Parasite de Bong Joon-ho et Anora de Sean Baker.
- Seuls trois acteurs ont été nommés à la fois pour l'Oscar du meilleur acteur et l'Oscar du meilleur acteur dans un second rôle pendant la même cérémonie. Il s'agit de Barry Fitzgerald en 1945 pour La Route semée d'étoiles[54], Al Pacino en 1993 pour Glengarry et Le Temps d'un week-end[55] et Jamie Foxx en 2005 pour Collatéral et Ray[55]. Chez les actrices, Holly Hunter a été nommée en 1994 dans les catégories Meilleure actrice (récompense qu'elle a obtenue pour son rôle dans La Leçon de piano) et Meilleure actrice dans un second rôle (pour La firme). La même année, Emma Thompson fut également nommée dans ces deux catégories en tant que Meilleure actrice (pour Les Vestiges du jour) et en tant que Meilleure actrice dans un second rôle (pour Au nom du père). Sigourney Weaver a, quant à elle, été sélectionnée en 1989 dans les catégories Meilleure actrice (pour Gorilles dans la brume) et Meilleure actrice dans un second rôle (pour Working Girl), sans remporter aucun des deux prix. Enfin, Scarlett Johansson a été nommée dans la catégorie Meilleure actrice pour Marriage Story et Meilleure actrice dans un second rôle pour Jojo Rabbit en 2019.
- Le Tournant de la vie réalisé par Herbert Ross en 1977 et La Couleur pourpre de Steven Spielberg (1985) détiennent le record du nombre de nominations (soit 11) pour aucun Oscar remporté.
- Lors de la 96e cérémonie des Oscars (2024), Billie Eilish, 22 ans, devient la plus jeune double lauréate d'un Oscar du Cinéma. En effet, ayant gagné un premier Oscar pour No Time to Die dans Mourir peut attendre (No Time to Die) lors de la 94 cérémonie des Oscars (2022) (elle était âgée de 20 ans), elle récidive en 2024 pour What Was I Made For? dans Barbie. En outre, elle a remporté les deux Oscars pour lesquels elle était en compétition. Son frère, Finneas O'Connell, 26 ans, est quant a lui le deuxième plus jeune double lauréat d'un Oscar (pour les mêmes performances que sa sœur).

## Faits marquants
Source : Supplément de Studio Magazine no 243 de février 2008.
- 1re cérémonie (1929) : Les Ailes est le premier long métrage à gagner l'Oscar du meilleur film. Emil Jannings est le premier comédien à recevoir l'Oscar du meilleur acteur et de fait, le premier Allemand et le premier Européen consacré par ce prix.
- 5e cérémonie (1932) : Walt Disney reçoit son premier Oscar d'honneur pour la création de Mickey Mouse, le 18 novembre 1928[56].
- 6e cérémonie (1934) : Walt Disney est le premier à utiliser le terme d'« Oscar » dans son discours de remerciement, à l'occasion de son prix pour Les Trois Petits Cochons[57].
- 7e cérémonie (1935) : Claudette Colbert est la première actrice française et européenne (bien que naturalisée américaine) à gagner l'Oscar de la meilleure actrice, pour le film américain New York-Miami[58]. New York-Miami est le premier long métrage à obtenir les cinq Oscars majeurs : meilleur film, meilleure réalisation pour Frank Capra, meilleur acteur pour Clark Gable, meilleure actrice pour Colbert et meilleur scénario pour Robert Riskin.
- 8e cérémonie (1936) : avec Imprudente Jeunesse (Reckless), la Metro-Goldwyn-Mayer est le premier studio à faire une campagne de publicité en vue d'une nomination aux Oscars.
- 9e cérémonie (1937) : Luise Rainer est la première actrice allemande et la deuxième Européenne à gagner l'Oscar de la meilleure actrice pour Le Grand Ziegfeld.
- 10e cérémonie (1938) : la cérémonie est retardée d'une semaine en raison d'importantes inondations à Los Angeles. Luise Rainer est la première actrice à obtenir un deuxième Oscar consécutif (pour Visages d'Orient) et la première à compter deux victoires dans la catégorie « meilleure actrice ». Elle devient par ailleurs la première Européenne doublement oscarisée.
- 11e cérémonie (1939) : Walt Disney reçoit un Oscar d'honneur et sept mini-Oscars pour Blanche-Neige et les Sept Nains en 1939[59]. Spencer Tracy est le premier comédien à recevoir un deuxième Oscar consécutif et le premier à compter deux victoires dans la catégorie « meilleur acteur ». Frank Capra devient le réalisateur le plus récompensé de la manifestation avec un troisième Oscar de la meilleure mise en scène pour Vous ne l'emporterez pas avec vous (record battu plus tard par John Ford).
- 12e cérémonie (1940) : Hattie McDaniel est la première personne noire à remporter un Oscar. Il s'agit de l'Oscar du meilleur second rôle féminin pour Autant en emporte le vent. Le film est également le premier film en couleurs à remporter le trophée du meilleur film, il en gagnera 10 en tout (en comptant l’oscar d'honneur et l'oscar en l'honneur de Irving G. Thalberg), un record qui sera dépassé en 1960 par Ben Hur.
- 13e cérémonie (1941) : avec un troisième Oscar du meilleur second rôle masculin, Walter Brennan devient le comédien le plus récompensé de la cérémonie avant d'être battu, en 1998, par Jack Nicholson (deux Oscars du meilleur acteur et un du meilleur rôle secondaire).
- 15e cérémonie (1943) : Greer Garson, primée meilleure actrice dans Madame Miniver, fait le plus long discours de remerciement de l'histoire des Oscars (six minutes).
- 20e cérémonie (1948) : les studios américains, agacés par la présence d'étrangers parmi les sélectionnés, arrêtent momentanément de financer la cérémonie.
- 21e cérémonie (1949) : Hamlet de Laurence Olivier est le premier long métrage non américain (et la première œuvre britannique et européenne) à remporter l'Oscar du meilleur film. Il obtient par la même occasion l'Oscar du meilleur acteur.
- 22e cérémonie (1950) / 23e cérémonie (1951) : Joseph L. Mankiewicz est le seul à faire deux ans d'affilée le doublé « meilleure réalisation »/« meilleur scénario » avec Chaînes conjugales et Ève.
- 25e cérémonie (1953) : John Ford bat le record de Frank Capra en obtenant un quatrième Oscar de la meilleure réalisation pour L'Homme tranquille.
- 25e cérémonie (1956) : Anna Magnani est la première actrice italienne à obtenir l'Oscar de la meilleure actrice pour La Rose tatouée.
- 29e cérémonie (1957) : Anthony Quinn est primé comme meilleur second rôle pour La Vie passionnée de Vincent van Gogh, alors qu'il n'apparaît que neuf minutes à l'écran.
- 30e cérémonie (1958) : Joanne Woodward reçoit son Oscar de la meilleure actrice dans une robe qu'elle a cousue elle-même. David Lean est le premier cinéaste britannique, européen et non américain à gagner l'Oscar de la meilleure réalisation.
- 31e cérémonie (1959) : aucun communiste n'est autorisé à recevoir un Oscar. Le voyage de Nikita Khrouchtchev aux États-Unis en septembre suivant améliorera sensiblement les relations entre les deux pays.
- 32e cérémonie (1960) : Ben-Hur de William Wyler bat un record historique longtemps détenu par Autant en emporte le vent en gagnant 11 statuettes. Ce record sera égalé par Titanic en 1998 et par Le Seigneur des anneaux : Le Retour du roi en 2003.
- 34e cérémonie (1962) : Sophia Loren est la première actrice à obtenir un Oscar (toutes catégories récompensant des acteurs confondues) pour un rôle dans une langue étrangère (italien).
- 35e cérémonie (1963) : Joan Crawford reçoit l'Oscar d'Anne Bancroft, absente, pour Miracle en Alabama comme si c'était le sien (sa grande rivale et partenaire de Qu'est-il arrivé à Baby Jane ?, Bette Davis, était justement nommée pour cette récompense)[60]. David Lean devient le premier cinéaste non Américain ou Européen à gagner un deuxième Oscar de la meilleure réalisation grâce à Lawrence d'Arabie.
- 36e cérémonie (1964) : Sidney Poitier est le premier comédien noir américain à recevoir l'Oscar du meilleur acteur pour Le Lys des champs. Un cafouillage intervient lors de la désignation du lauréat de la meilleure adaptation musicale. N'ayant pas reçu la bonne enveloppe, Sammy Davis Jr annonce que l'Oscar est remporté par John Addison pour Tom Jones. Il annonce ensuite que le gagnant est en fait André Previn pour Irma la Douce.(Prévin remporte l'Oscar de la meilleure adaptation musicale tandis qu'Addison remporte lors de la même cérémonie, celui de la meilleure musique de film)
- 39e cérémonie (1967) : Ronald Reagan fait sa première apparition comme gouverneur aux Oscars.
- 40e cérémonie (1968) : en hommage à Martin Luther King assassiné quelques jours auparavant, la cérémonie est retardée de deux jours. Elle est retransmise pour la première fois dans le monde entier.
- 41e cérémonie (1969) : avec un troisième Oscar de la meilleure actrice pour Le Lion en hiver (obtenue ex æquo avec Barbra Streisand pour Funny Girl), Katharine Hepburn devient la comédienne la plus récompensée de la cérémonie.
- 44e cérémonie (1972) : de nombreuses vedettes refusent de remettre l'Oscar de la meilleure réalisation, en signe de désaccord avec la nomination de Stanley Kubrick pour Orange mécanique, jugé trop violent. Vittorio De Sica gagne un quatrième Oscar du meilleur film étranger (record égalé trois ans plus tard par Federico Fellini).
- 45e cérémonie (1973) : Marlon Brando refuse sa récompense pour sa prestation dans Le Parrain, et envoie à sa place une jeune Indienne, Sacheen Littlefeather, afin de dénoncer le rôle réservé aux Indiens d'Amérique du Nord dans les films américains.
- 46e cérémonie (1974) : à l'âge de dix ans, Tatum O'Neal, pour La Barbe à papa devient la plus jeune lauréate d'un Oscar, alors pour un second rôle.
- 47e cérémonie (1975) : Robert De Niro est le premier interprète masculin à obtenir un Oscar (celui du meilleur second rôle) pour une interprétation dans une langue autre que l'anglais grâce au Parrain 2, qu'il a joué dans un mélange d'italien et de dialecte sicilien. Marlon Brando et lui ont donc été récompensés par l'Académie, à quelques années d'intervalle, pour le même rôle puisque De Niro incarne Vito Corleone jeune. Ingrid Bergman, Oscar du meilleur second rôle féminin pour Le Crime de l'Orient-Express, devient l'unique Suédoise et la première Européenne à compter une triple victoire aux Oscars.
- 48e cérémonie (1976) : Vol au-dessus d'un nid de coucou est le second long métrage, après New York-Miami, à gagner les cinq Oscars majeurs : meilleur film, meilleure réalisation pour Miloš Forman, meilleur acteur pour Jack Nicholson, meilleure actrice pour Louise Fletcher et meilleur scénario pour Bo Goldman et Lawrence Hauben. Ayant accédé à la citoyenneté américaine en 1977, Miloš Forman devient le premier cinéaste non anglo-saxon à remporter l'Oscar de la meilleure réalisation.
- 49e cérémonie (1977) : Lina Wertmüller est la première femme nommée à l'Oscar de la meilleure réalisation pour Pasqualino Settebellezze. La même année, Peter Finch est le premier acteur à recevoir un Oscar à titre posthume. Il s'agit de l'Oscar du meilleur acteur pour Network.
- 50e cérémonie (1978) : dans son discours de remerciement pour recevoir l'Oscar du meilleur second rôle féminin, la comédienne Vanessa Redgrave, connue pour ses sympathies vis-à-vis de la cause palestinienne, s'en prend violemment au sionisme et aux associations pro-israéliennes qui avaient appelé à boycotter la cérémonie à la suite de l'annonce de sa présence. Devant le bâtiment où se déroule la soirée éclate une manifestation mêlant pro et anti-palestiniens. L'actrice est huée par une partie de l'assistance et est admonestée plus tard par Paddy Chayefsky qui remet l'Oscar du meilleur scénario original. Le Tournant de la vie d'Herbert Ross, nommé onze fois ne décroche aucune statuette.
- 51e cérémonie (1979) : en recevant le second Oscar de la meilleure actrice de sa carrière pour Le Retour, Jane Fonda fait une partie de son discours de remerciement en langue des signes.
- 52e cérémonie (1980) : à l'âge de huit ans, Justin Henry, pour Kramer contre Kramer devient le plus jeune nommé de l'histoire des Oscars (pour un second rôle).
- 53e cérémonie (1981) : à la suite d'une tentative d'assassinat contre le président des États-Unis Ronald Reagan, la cérémonie est repoussée d'une journée.
- 54e cérémonie (1982) : Jane Fonda accepte l'Oscar du meilleur acteur pour son père, Henry Fonda, qui meurt quelques mois plus tard. Katharine Hepburn, absente comme à son habitude, bat son propre record en gagnant un quatrième Oscar de la meilleure actrice (pour La Maison du lac).
- 57e cérémonie (1985) : Laurence Olivier se trompe en lisant directement l'Oscar du meilleur film au lieu de la liste des films nommés. Heureusement, le vainqueur est le premier par ordre alphabétique : Amadeus.
- 58e cérémonie (1986) : malgré onze nominations, La Couleur pourpre de Steven Spielberg repart sans aucun prix, égalant Le Tournant de la vie (1978).
- 59e cérémonie (1987) : Marlee Matlin est la première actrice sourde à gagner l'Oscar de la meilleure actrice pour Les Enfants du silence. Par ailleurs, elle reste encore aujourd'hui la plus jeune comédienne à avoir reçu ce prix (21 ans).
- 60e cérémonie (1988) : Le Dernier Empereur est la première œuvre non anglo-saxonne (production franco-sino-italo-britannique) à recevoir l'Oscar du meilleur film. Bernardo Bertolucci est le premier cinéaste italien à gagner l'Oscar de la meilleure réalisation.
- 62e cérémonie (1990) : la veille du sacre de Miss Daisy et son chauffeur comme meilleur film, son réalisateur, Bruce Beresford manque de se tuer en voiture au Nigeria. Quant à Jessica Tandy, elle devient à près de 80 ans l'actrice oscarisée la plus âgée (toujours pour le film de Bruce Beresford).
- 64e cérémonie (1992) : Billy Cristal, présentateur de la soirée, ouvre les festivités les bras sanglés et avec un masque de protection identique à celui du personnage d'Hannibal Lecter dans le film Le Silence des agneaux. Ce dernier est d'ailleurs le premier film à suspense ou film d'horreur (interdit notamment aux moins de 16 ans en France) à obtenir l'Oscar du meilleur film. Il est aussi le troisième et dernier long métrage, après New York-Miami et Vol au-dessus d'un nid de coucou, à rafler la quinte majeure de la cérémonie : meilleur film, meilleure réalisation (Jonathan Demme), meilleur acteur (Anthony Hopkins), meilleure actrice (Jodie Foster) et meilleur scénario (Ted Tally). C'est également lors de cette édition des Oscars que La Belle et la Bête a été nommé dans la catégorie du meilleur film, devenant le tout premier film d'animation à être nommé pour l'Oscar du meilleur film.
- 65e cérémonie (1993) : Oscar du meilleur scénario original pour The Crying Game, Neil Jordan faillit ne pas recevoir son prix : il était aux toilettes.
- 66e cérémonie (1994) : Whoopi Goldberg est la première femme noire à présenter la cérémonie. Anna Paquin reçoit l'Oscar du meilleur second rôle féminin pour La Leçon de piano à l'âge de 12 ans.
- 67e cérémonie (1995) : Tom Hanks reçoit son deuxième Oscar consécutif pour Forrest Gump, après Philadelphia.
- 69e cérémonie (1997) : réunion sur scène de 70 acteurs lauréats des Oscars.
- 70e cérémonie (1998) : Titanic est le 2e film (après Ben-Hur en 1960) à obtenir le plus grand nombre de trophées, soit 11. James Cameron, son réalisateur, s'exclame « I am the king of the world » faisant référence à la célèbre réplique du personnage de Jack Dawson, interprété dans son film par Leonardo DiCaprio. Cameron devient par ailleurs le premier cinéaste canadien à recevoir le prix de la meilleure réalisation. Jack Nicholson gagne un troisième Oscar (son second pour le meilleur acteur) avec Pour le pire et pour le meilleur, égalant ainsi le record de Walter Brennan (trois prix), puis celui Ingrid Bergman pour le nombre et le type de trophées gagnés (deux comme meilleur rôle principal et un comme meilleur second rôle).
- 71e cérémonie (1999) : craignant d'être sifflé à cause de son attitude durant le maccarthysme, Elia Kazan arrive sur scène entouré de Robert De Niro et Martin Scorsese pour recevoir un Oscar d'honneur. Une partie de l'assistance lui réserve une ovation debout alors que l'autre reste assise sans applaudir. Roberto Benigni est le premier acteur italien à recevoir l'Oscar comme meilleur acteur dans un rôle principal pour son film La vie est belle et est le deuxième acteur à recevoir un Oscar pour un film non anglo-saxon (dans ce cas en italien), la première fut Sophia Loren pour La ciociara. La Vie est belle est le premier film à être sélectionné à la fois dans la catégorie meilleur film en langue étrangère et meilleur film de l'année ; il remporte l'Oscar du meilleur film étranger.
- 72e cérémonie (2000) : les Oscars sont volés avant la cérémonie, mais sont retrouvés à temps.
- 73e cérémonie (2001) : deux films du même réalisateur, Steven Soderbergh, sont nommés la même année pour l'Oscar du meilleur film et pour celui de la meilleure réalisation (ce dernier lui est attribué). Benicio del Toro est le premier acteur à gagner un Oscar (celui du second rôle) pour un rôle hispanophone dans Traffic.
- 74e cérémonie (2002) : Halle Berry est la première femme noire à remporter l'Oscar de la meilleure actrice pour le film À l'ombre de la haine et un autre comédien afro-américain reçoit l'Oscar du meilleur acteur : Denzel Washington pour Training day. Sidney Poitier se voit quant à lui décerner un Oscar d'honneur pour l'ensemble de sa carrière. Shrek de Andrew Adamson remporte le premier Oscar du meilleur film d'animation de l'histoire.
- 75e cérémonie (2003) : la cérémonie se déroule dans un contexte particulier, la Guerre d'Irak ayant été lancée le 20 mars 2003 et l'armée américaine venait d'envahir l'Irak le jeudi précédant la cérémonie. Le traditionnel tapis rouge a été limité à l'entrée du théâtre et les gradins rouges ont été supprimés. Michael Moore, Oscar du meilleur documentaire pour Bowling for Columbine, invective le président d'alors George W. Bush dans son discours. Roman Polanski (absent de la cérémonie pour cause de poursuite judiciaire sur le sol américain) est le premier cinéaste français et polonais à obtenir l'Oscar de la meilleure réalisation pour Le Pianiste. Sa victoire entraîne une ovation debout. Adrian Brody devient, à 29 ans, le plus jeune comédien à recevoir l'Oscar du meilleur acteur (pour Le Pianiste).
- 76e cérémonie (2004) : Charlize Theron est la première actrice africaine (plus précisément sud-africaine) à gagner un Oscar, celui de meilleure actrice. Le Seigneur des anneaux : Le Retour du roi rejoint Titanic et Ben-Hur en tant que film le plus oscarisé avec 11 statuettes. Peter Jackson est le premier Néo-Zélandais à gagner l'Oscar de la meilleure réalisation.
- 78e cérémonie (2006) : George Clooney est le premier à être sélectionné la même année dans deux catégories distinctes pour deux films différents : pour la « meilleure réalisation » dans Good Night and Good Luck et comme « meilleur acteur de second rôle » pour Syriana (qu'il obtient). Ang Lee est le premier cinéaste asiatique à recevoir l'Oscar de la meilleure réalisation pour Brokeback Mountain, grand favori de la soirée, battu à la surprise générale par Collision au titre de « meilleur film ».
- 79e cérémonie (2007) : Martin Scorsese reçoit son premier Oscar en tant que réalisateur pour Les Infiltrés après 5 tentatives infructueuses.
- 80e cérémonie (2008) : Marion Cotillard est la première actrice française à recevoir l'Oscar de la meilleure actrice pour un rôle francophone grâce à son interprétation d'Édith Piaf dans La Môme. Les deux autres actrices françaises récompensées auparavant (Claudette Colbert en 1935 et Simone Signoret en 1960) l'avaient été pour des rôles anglophones. Javier Bardem est le premier comédien espagnol oscarisé (pour No Country for Old Men) et Daniel Day-Lewis est le premier acteur irlandais, britannique et européen à gagner un deuxième Oscar du meilleur acteur (pour There Will Be Blood).
- 81e cérémonie (2009) : Heath Ledger est le second acteur à remporter un Oscar à titre posthume, l'Oscar du meilleur acteur dans un second rôle pour The Dark Knight. Penélope Cruz est la première comédienne espagnole à recevoir un Oscar (celui du second rôle pour Vicky Cristina Barcelona).
- 82e cérémonie (2010) : Kathryn Bigelow est la première femme à remporter l'Oscar de la meilleure réalisation pour le film Démineurs. Avec une treizième citation, Meryl Streep bat le record de sélections pour l'Oscar de la meilleure actrice, longtemps détenu par Katharine Hepburn.
- 84e cérémonie (2012) : The Artist est le premier film dont le financement est majoritairement français à gagner l'Oscar du meilleur film et la deuxième œuvre muette, après Les Ailes en 1929, à être honorée par ce prix. Jean Dujardin est le premier acteur français à décrocher l'Oscar du meilleur acteur. Christopher Plummer devient, à 82 ans, le comédien le plus âgé, de même que le premier acteur canadien, à être récompensé par un Oscar (celui du second rôle pour Beginners). Meryl Streep obtient le troisième Oscar de sa carrière pour La Dame de fer et égale le record d'Ingrid Bergman et Jack Nicholson.
- 85e cérémonie (2013) : Daniel Day-Lewis devient, après Katharine Hepburn, le comédien le plus récompensé de l'histoire des Oscars en remportant une troisième statuette du meilleur acteur grâce son interprétation dans Lincoln. Il devient également, avec Ingrid Bergman, le seul Européen à avoir reçu 3 Oscars d'interprétation. Ang Lee devient, après David Lean, le second metteur en scène non américain et le premier cinéaste asiatique à gagner un deuxième Oscar de la meilleure réalisation grâce à L'Odyssée de Pi. Alors que la comédienne la plus jeune et l'actrice la plus âgée jamais nommées pour l'Oscar de la meilleure actrice sont en compétition, respectivement Quvenzhané Wallis (9 ans) et Emmanuelle Riva (85 ans), c'est finalement Jennifer Lawrence qui remporte le prix pour Happiness Therapy. Michelle Obama, l'épouse du Président des États-Unis Barack Obama, annonce en duplex de la Maison-Blanche le lauréat de l'Oscar du meilleur film.
- 86e cérémonie (2014) : Twelve Years a Slave devient le premier long métrage produit et réalisé par un cinéaste noir (le Britannique Steve McQueen) à recevoir l'Oscar du meilleur film. Alfonso Cuarón est le premier réalisateur mexicain et le premier metteur en scène latino-américain à recevoir l'Oscar de la meilleure réalisation grâce à Gravity. En dépit de la controverse médiatique opposant Woody Allen à sa fille Dylan Farrow, la seconde accusant le premier d'attouchements sexuels sur sa personne, Cate Blanchett remporte l'Oscar de la meilleure actrice pour Blue Jasmine, écrit et réalisé par Allen.
- 87e cérémonie (2015) : Graham Moore, qui remporte le prix du meilleur scénario original, tient un discours engagé sur l'homosexualité et la différence qui lui vaut une ovation debout.
- 88e cérémonie (2016) : Leonardo DiCaprio, jamais récompensé jusqu'alors, remporte l'Oscar du meilleur acteur pour son rôle dans The Revenant, après plus de 25 ans de carrière et 5 nominations en 1994, 2005, 2007 et 2014. Pour ce même film, Emmanuel Lubezki remporte l'Oscar de la meilleure photographie, son 3e consécutif après Birdman en 2015 et Gravity en 2014. À 87 ans, Ennio Morricone devient quant à lui le récipiendaire d'un Oscar le plus âgé (pour la bande sonore du film Les Huit Salopards de Quentin Tarantino).
- 89e cérémonie (2017) : un imbroglio inédit dans l'histoire de l’évènement se produit lors de la remise de l'Oscar du meilleur film. Warren Beatty et Faye Dunaway décernent le prix suprême à La La Land par erreur. En réalité, il y eut une confusion dans le classement des enveloppes et ce fut celle de la catégorie précédente (meilleure actrice : Emma Stone pour La La Land) qui fut donnée aux remettants[61]. Ne comprenant pas la mention à Emma Stone, Warren Beatty reste muet de longues secondes et passe l'enveloppe à Faye Dunaway qui en déduit que La La Land est vainqueur en voyant le titre en dessous du nom de la comédienne. Alors que toute l'équipe de La La Land monte sur scène et entame un discours de remerciement, les organisateurs interrompent tout et appellent les producteurs de Moonlight, véritables lauréats du trophée, à venir chercher la récompense. Mahershala Ali devient le premier acteur de confession musulmane à remporter le prix du meilleur second rôle, pour Moonlight. L'Oscar du meilleur film étranger est attribué au Client en l'absence de son réalisateur Asghar Farhadi qui boycotte la soirée en raison des restrictions de visas, décidées par l'administration Trump, à l'encontre de certains pays musulmans, dont l'Iran. À 32 ans, Damien Chazelle devient le plus jeune cinéaste à obtenir l'Oscar de la meilleure réalisation (pour La La Land).
- 92e cérémonie (2020) : le film sud-coréen Parasite devient le premier film intégralement non anglophone et la première production totalement non anglo-saxonne à recevoir l'Oscar du meilleur film. Il devient par ailleurs le premier long métrage à être à la fois récompensé comme meilleur film et meilleur film international. Bong Joon-ho devient le premier cinéaste sud-coréen à recevoir les Oscars de la meilleure réalisation et meilleur scénario original.
- 93e cérémonie des Oscars (2021) : l’acteur Anthony Hopkins devient le plus âgé à recevoir l’Oscar du meilleur acteur à l’âge de 83 ans, pour son rôle dans The Father.
- 94e cérémonie des Oscars (2022) : Troy Kotsur est le premier comédien sourd à recevoir l'Oscar du meilleur acteur pour son interprétation dans le film Coda (dans lequel joue Marlee Matlin, première actrice sourde à recevoir l'Oscar en 1987). L'acteur Will Smith gifle Chris Rock sur scène après une mauvaise blague sur sa femme, Jada Pinkett Smith, puis continue à l'invectiver. En larmes, Will Smith présentera directement, lors de sa prise de parole, ses excuses à l'Académie des Oscars et à ses comparses finalistes[62]. Ce n'est que 24 heures plus tard qu'il les exprimera à Chris Rock via les réseaux sociaux[63].
- 96e cérémonie des Oscars (2024) : Nommé pour Killers of the Flower Moon, Martin Scorsese devient le réalisateur en vie le plus nommé à l'Oscar du meilleur réalisateur, dépassant Steven Spielberg et ses neuf nominations[64]. Lily Gladstone, elle aussi nommée pour le film, devient la première femme américaine d'origine autochtone à être nommée à l'Oscar de la meilleure actrice[65]. Obtenant sa 54e nomination, pour Indiana Jones et le Cadran de la destinée, John Williams reste la personne en vie ayant reçu le plus de nominations aux Oscars, toutes catégories confondues[66]. Cette édition bat particulièrement des records pour la représentation des personnes LGBT au cinéma : pour la première fois dans l'histoire de la cérémonie, trois acteurs LGBT sont nommés[67], dont deux pour des rôles LGBT (à savoir Jodie Foster dans Insubmersible et Colman Domingo dans Bayard Rustin)[65]. Au total, six des vingt performances nommées concernent des personnages LGBT[68],[69]. Durant la cérémonie, lors de la remise de l'Oscar des meilleurs costumes, l'ancien catcheur et acteur, John Cena, a demandé au présentateur de la soirée, pour remettre l'Oscar. Il l'a remis totalement nu[70](en réalité un petit morceau de tissu couleur chair avait été mis à l’avant et à l’arrière afin que rien ne puisse être montré).
- 97e cérémonie des Oscars (2025) : Avec 13 nominations, Emilia Pérez est l'un des films les plus nommés de l'histoire des Oscars et le plus nommé de tous les temps pour une production non anglophone. Karla Sofía Gascón est la première comédienne trans nommée à l'Oscar de la meilleure actrice. Le réalisateur, scénariste, monteur et producteur Sean Baker est le premier a remporter 4 Oscars personnels en une seule cérémonie avec son film Anora.

## Controverses
Plusieurs incidents et débordements ont marqué l'histoire des cérémonies, participant à sa notoriété. En 1973 notamment, Marlon Brando envoie une jeune Amérindienne, Sacheen Littlefeather, qui se présente à sa place pour refuser la récompense et dénoncer le rôle réservé aux Autochtones d'Amérique du Nord dans les films américains. En 1978, le discours de remerciement de Vanessa Redgrave, connue pour ses sympathies vis-à-vis de la cause palestinienne, provoque également plusieurs remous dont une manifestation improvisée devant le bâtiment où se déroule la soirée puisqu'elle s'en prend violemment au sionisme et aux associations pro-israéliennes qui avaient appelé à boycotter la cérémonie. Elia Kazan, réalisateur controversé à cause de ses positions pendant l'époque du maccarthysme, doit essuyer la désapprobation d'une partie du public lorsqu'il reçoit en 1999 un Oscar pour l'ensemble de sa carrière.

### Lobbying
L'un des reproches récurrents des Oscars est le lobbying, très présent, notamment chez Harvey Weinstein, par ses sociétés Miramax et The Weinstein Company, très persuasif au point d'être surnommé « L'Homme aux 80 statuettes »,,. La première grande polémique vient des neuf nominations de L'Extravagant Docteur Dolittle en 1968. Le studio 20th Century Fox fit une campagne marketing monstre, avec des cérémonies et projections privées pour les membres votants, pour aboutir à ce résultat, malgré le fait que le film est un échec commercial et critique,. L'Academy en a conscience et depuis la 34e cérémonie des Oscars (la cérémonie précédente était marquée par le lobbying d'Alamo chapeautée par le super-publicitaire d'Hollywood Russell Birdwell), envoie une note à part dans le règlement annuel du vote, au derrière de la couverture, faisant part de sa déception à cause d'une « sollicitation irrégulière, excessive et vulgaire des suffrages ».

### Existence même des Oscars
L'existence même des Oscars suscite un certain nombre de critiques. Quelques voix, comme celle du réalisateur William Friedkin, s'élèvent contre le fait que les récompenses soient essentiellement décernées entre personnalités de l'industrie hollywoodienne, s'autofélicitant ainsi sans réelle objectivité. Il qualifie la cérémonie de « plus gros plan de promotion que l'industrie ait pu concevoir pour elle-même » et ajoute que l'on ne peut pas élire un « meilleur » parmi des rôles et des travaux artistiques aussi différents les uns des autres. La majorité des films récompensés provient des grandes firmes américaines qui, selon certains journaux, se servent de la cérémonie pour « célébrer la victoire d'un marketing conquérant, laissant à la trappe les productions les moins médiatisées et reléguant le 7e art à un rôle de figurant ». En conséquence, plusieurs médias dénoncent le fait que seules les majors puissent assurer une onéreuse campagne médiatique pour toucher le plus grand nombre de votants et que, nonobstant la qualité de leur catalogue de films, les producteurs et distributeurs modestes ou indépendants restent en dehors de la course, faute de moyens et de sphères d'influence.
Naomi Watts évoque, quant à elle, le plaisir d'être « reconnue par ses pairs », mais estime que « le travail d'une personne ne devrait pas être jugé par rapport à un autre. »

### Manque de diversité
L'AMPAS a souvent été fustigée dans la presse pour son manque de diversité : en 2012, le Los Angeles Times publie une étude sur une liste de 5 765 votants gardée secrète, révélant que 94 % d'entre eux sont blancs (contre 2 % de Noirs et autant d'Hispaniques), 77 % sont des hommes et 54 % ont plus de 60 ans,.
En 2016, l'Académie fait l'objet d'une vive controverse lors de l'annonce des nominations pour la 88e cérémonie : la presse note que, pour la seconde année consécutive, les 20 acteurs cités dans les quatre catégories d'interprétation sont blancs. Plusieurs personnalités à l'instar de Spike Lee et Jada Pinkett Smith annoncent leur mécontentent sur les réseaux sociaux et leur intention de boycotter la soirée. Face à l'ampleur de la campagne médiatique « Oscar so white » (« des Oscars si blancs ») dirigée contre elle, l'Académie décide d'amender ses conditions d'adhésion et promet de doubler en son sein d'ici 2020 le nombre de femmes et de personnes non blanches, quand bien même certains soulignent que le problème n'est pas seulement celui des Oscars, mais de tout Hollywood. Elle promet également d'accroître l'adhésion de votants non américains ou issus de la jeune génération. Le droit de vote à vie pour chaque membre est aussi modifié : désormais, seuls peuvent y prétendre, parmi les plus âgés, les nommés, lauréats ou professionnels ayant travaillé sans discontinuer dans l'industrie cinématographique lors de la dernière décennie. Si cette condition n'est pas remplie, le votant reste membre de l'AMPAS, mais devient adhérent émérite, sans plus de possibilité de prendre part à la désignation des candidats et des lauréats.

### Concentration des prix
Une autre critique récurrente contre les Oscars porte sur la propension des votants à récompenser un même film présent dans plusieurs catégories au détriment d'un palmarès équilibré. À l'inverse, certains films n'ont obtenu aucun Oscar malgré un grand nombre de sélections : Le Tournant de la vie (11), La Couleur pourpre (11), Gangs of New York (10), True Grit (10), American Bluff (10), The Irishman (10), Killers of the Flower Moon (10), La Vipère (9), Les Plaisirs de l'enfer (9), Les Banshees d'Inisherin (9), Quo vadis (8), Au risque de se perdre (8), La Canonnière du Yang-Tsé (8), Elephant Man (8), Ragtime (8), Les Vestiges du jour (8), Elvis (8), Un parfait inconnu (8), etc.
 Le Parrain 3 n'a obtenu aucun Oscar sur ses 7 nominations alors que Le Parrain a remporté 3 Oscars pour 10 nominations et Le Parrain 2, 6 pour 11 mentions.

### De grands oubliés
Plusieurs grands cinéastes (Charles Chaplin, Orson Welles, Alfred Hitchcock, Stanley Kubrick, Federico Fellini, François Truffaut, David Lynch, Ridley Scott, etc.) n'ont jamais obtenu l'Oscar de la meilleure réalisation et l'Académie est passée à côté d'œuvres fondatrices du cinéma à l'instar de Citizen Kane, récompensé en 1942 uniquement pour son scénario original ou de 2001 : L'Odyssée de l'espace (1968) qui ne fut distingué que pour ses effets spéciaux. D'autres tels que David Cronenberg ou encore Brian DePalma n'ont jamais été nommés.
De même, plusieurs grands acteurs ne furent jamais nommés (comme Marilyn Monroe), n'obtinrent pas la statuette (Kirk Douglas, Cary Grant, Montgomery Clift, Greta Garbo) ou ne furent célébrés par l'Académie que pour leur carrière (Buster Keaton, Groucho Marx). Richard Burton, nommé 7 fois pour un Oscar pendant sa carrière, n'a jamais décroché la statuette (nomination en tant que meilleur acteur dans un second rôle en 1952 puis six fois comme meilleur acteur entre 1953 et 1977).
L'auteure-compositrice Diane Warren, nommée 16 fois de 1988 à 2025, pour l'Oscar de la meilleure chanson  originale, ne sera jamais récompensée. Le compositeur de musique de film Thomas Newman a été nommé 14 fois, de 1995 à 2020, pour l'Oscar de la meilleure musique mais n'a obtenu aucune récompense.
Le comédien Matt Damon, qui a activement participé à la campagne des votes pour que Martin Scorsese obtienne enfin l'Oscar de la meilleure réalisation en 2007 après 5 tentatives infructueuses, estime que « le meilleur moyen de juger un film est de le faire 10 ans après sa sortie. [...] Les Oscars se trompent plus souvent qu'ils n'ont raison ».

### Boycottage et refus de prix
Certains gagnants aux Oscars ont d'ailleurs refusé leur trophée et boycotté la cérémonie. Le premier fut Dudley Nichols, lauréat en 1936 de l'Oscar de la meilleure adaptation pour Le Mouchard. Il manifestait ainsi sa désapprobation de l'AMPAS, alors en conflit avec le Syndicat américain des scénaristes (American Guild of Writers). Il fut suivi en 1971 du comédien George C. Scott qui déclara au sujet de cet évènement : « Tout ça n'est qu'un satané défilé de viande. Je ne veux absolument pas y prendre part. ».
D'autres ne prirent même pas la peine de se déplacer pour recevoir leur prix, comme Katharine Hepburn qui ne vint chercher aucun de ses 4 Oscars (pour 12 sélections), Woody Allen (4 Oscars pour 24 nominations) ou encore Glenda Jackson (2 Oscars pour 4 citations).